# Jason Mewes

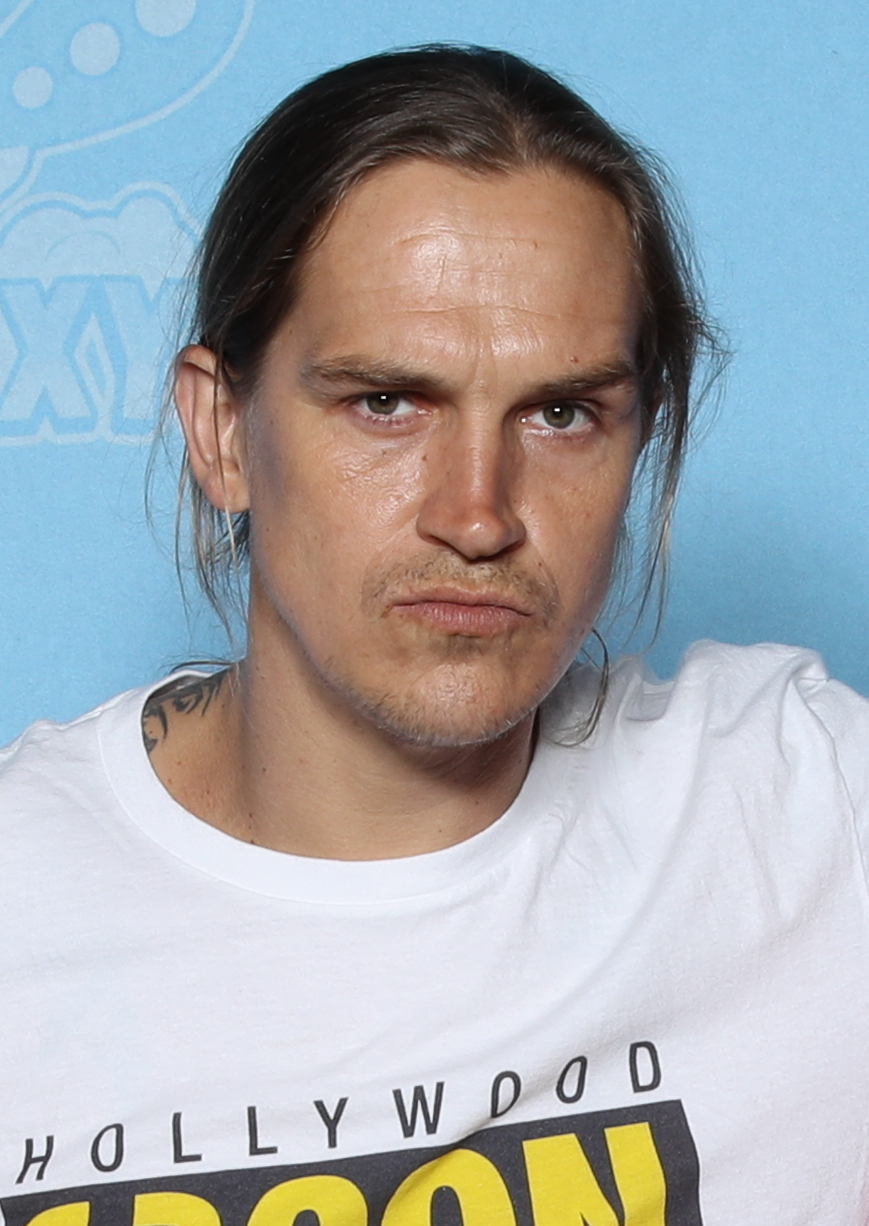
Jason Mewes 2019.

Jason Edward Mewes, född 12 juni 1974 i Highlands, Monmouth County, New Jersey, är en amerikansk skådespelare. 
Han är mest känd för rollen som den svärande knarklangaren Jay, den talande halvan i duon Jay och Silent Bob, som också utgörs av hans regisserande kompanjon Kevin Smith.
Mewes har haft svåra drogproblem och åkt in och ut från olika drogkliniker. Ofta har hans visiter betalats av både Ben Affleck och Kevin Smith.
Jason Mewes blev senare involverad i projektet PelicanBayPokerClub.com. Han har en egen blogg på sajten och är med i deras pokerteam. Enligt sajten kommer man få se Jason spela i alla stora pokerturneringar världen över.

## Filmografi
- Clerks. (1994)
- Mallrats (1995)
- Drawing Flies (1996)
- Chasing Amy (1997)
- Dogma (1999)
- Tail Lights Fade (1999)
- The Blair Clown Project (1999)
- Spilt Milk (1999)
- Scream 3 (2000)
- Vulgar (2000)
- Jay and Silent Bob Strike Back (2001)
- R.S.V.P. (2002)
- High Times' Potluck (2002)
- Hot Rush (2002)
- Pauly Shore Is Dead (2003)
- Powder: Up Here (2004)
- My Big Fat Independent Movie (2005)
- Clerks II (2006)
- Feast (2006)
- National Lampoon's TV the movie (2006)
- Bottoms Up (2006)
- The Tripper (2007)
- Netherbeast Incorporated (2007)
- Zack and Miri Make a Porno (2008)
- Tom Cool (2009)
- 2 Dudes and a Dream (2009)
- Degrassi: The Next Generation (2009)
- Shoot the Hero  (2010)
- Yitzy (2010)
- Roommates (2010)
- Big Money Rustlas  (2010)
- Repo (2010)
- The Last Godfather (2010)
- The Newest Pledge (2011)
- Nite Tales: The Series (2011)
- The Being Frank Show (2011)
- Breath of Hate (2011)
- Poolboy (2011)
- St. James St. James Presents: Delirium Cinema (2011)
- Chick Magnet (2011)
- Cousin Sarah (2011)
- Silent But Deadly (2011)
- The Watermen (2011)